# Samsung Wallet
Samsung Wallet (até junho de 2022 chamado Samsung Pay) é um serviço de pagamento por aproximação e de carteira digital desenvolvido pela Samsung que permite ao usuários fazerem pagamentos usando dispositivos compatíveis, como smartphones e relógios produzidos pela Samsung. O serviço suporta a operação de pagamentos realizados utilizando as tecnologias de NFC e também de MST, que realizam as transações sem contato em terminais de cartão que suportam o NFC, tanto as mais antigas, com a tecnologia magnética.
O serviço foi anunciado em 1 de março de 2015, em parceria com a Mastercard, posteriormente sendo lançado na Coreia do Sul, em 20 de agosto de 2015, e nos Estados Unidos, no dia 28 de setembro do mesmo ano. Em 2016, durante a CES, a Samsung anunciou a expansão do serviço para o Reino Unido, Brasil, China, Portugal, Austrália e Singapura.

## Antecedentes
Em 2014, durante a apresentação dos novos iPhones e do Apple Watch, a Apple também anunciou a sua plataforma de pagamentos, denominada Apple Pay. Em decorrência desse evento, no fim do mesmo ano, rumores apontavam que a Samsung estaria trabalhando em um concorrente do aplicativo da Apple para gerenciar pagamentos pelo celular.
Em fevereiro de 2015, a Samsung adquiriu a LoopPay, uma empresa americana fundada em 2012 que competia no mercado de pagamentos digitais. À época, a LoopPay afirmava que as suas soluções, que eram compatíveis com a tecnologia de cartão magnético, atingiam a penetração de noventa e cinco por cento nos terminais de pagamento nos Estados Unidos, enquanto que o Apple Pay tinha apenas cinco por cento de receptividade, por apenas ser compatível com NFC. A aquisição gerou especulações de que a Samsung lançaria um concorrente para o serviço de pagamentos da Apple, no mesmo ano, o que se concretizou em março de 2015, com o anúncio conjunto da Samsung e da Mastercard.

## Operação e segurança
O Samsung Wallet (Samsung Pay) funciona com cartões de crédito compatíveis listados nos sites da Samsung. Utilizando as tecnologias MST e NFC, o aplicativo cria um "cartão virtual", com as informações armazenadas em token, que são utilizadas na hora das compras, e então, o usuário deve aproximar seu dispositivo do terminal de cartão (usando o NFC) ou na leitora da tarja magnética (utilizando a MST). Nunca os dados reais do cartão cadastrado são enviados para fazer os pagamentos. Para manter a segurança e a integridade das funções de pagamento, o Samsung Wallet (Samsung Pay) requer o desbloqueio do aplicativo com um PIN de 4 dígitos ou a impressão digital do usuário, e no Galaxy S8, o leitor de íris. Além desses recursos, o Samsung Wallet (Samsung Pay) é protegido pelos recursos do Samsung KNOX e do ARM TrustZone para prevenir o roubo de dados e de informações, e também, o aplicativo não opera em dispositivos com software modificado, como dispositivos rooteados e com bootloader destravado.